# U-62 (1939)
U-62 — малая немецкая подводная лодка типа II-C для прибрежных вод, времён Второй мировой войны. Заводской номер 261.
Введена в строй 21 декабря 1939 года, вошла в 5-ю флотилию, с 1 января 1940 года входила в 1-ю флотилию, с 1 октября 1940 года входила в учебную 21-ю флотилию. Совершила 5 боевых походов, потопила одно судно (4 581 брт) и повредила одно судно (1 350 брт). 2 мая 1945 года затоплена экипажем в порту города Вильгельмсхафен.